# موزه پرواز
موزهٔ پرواز (به انگلیسی: Museum of Flight) واقع در سیاتل، واشینگتن آمریکا، موزه هوانوردیای خصوصی و غیر انتقاعی است که در فرودگاه بین‌المللی کینگ کانتی (بوئینگ فیلد) در جنوب مرکز شهر سیاتل در واشنگتن قرار دارد. اعتبار این موزه که در سال ۱۹۶۵ تأسیس گردیده و یکی از بزرگترین موزه‌های خصوصی هوا-فضا در جهان است به‌طور کامل مورد تأیید انجمن موزه‌های آمریکا قرار دارد.
سالانه بش از ۴۰۰ هزار نفر از موزهٔ پرواز سیاتل بازدیدمی‌کنند. همچنین این موزه از طریق برنامه‌های آموزشی درمحل شامل مرکز آموزش علوم فضایی چلنجر، مرکز آموزش هوانوردی و کمپ تابستانی و برنامه‌های توسعه‌ای که به گردش در واشینگتن و اورگن اختصاص دارد به بیش از ۱۴۰ هزار دانشجو در سال خدمات‌رسانی می‌کند.

## هواپیماهای به‌نمایش‌درآمده در موزه
بیش از ۸۰ مدل هواپیما در موزهٔ پرواز در معرض نمایش قرار دارد که از این جمله می‌توان به هواپیماهای زیر اشاره نمود:
- نخستین بوئینگ ۷۴۷ با نام City of Everett (شهر اورت) و شمارهٔ دم N۷۴۷۰. نام این هواپیما به افتخار شهر اورت در واشینگتن انتخاب شده و نخستین پرواز آن در ۹ فوریهٔ ۱۹۶۹ بوده‌است.
- بوئینگ وی‌سی-۱۳۷بی استراتولاینر «اس‌ای‌ام ۹۷۰»، نخستین جت ریاست‌جمهوری که در ناوگان ریاست‌جمهوری آمریکا از ۱۹۵۹ تا ۱۹۹۶ مورد استفاده قرار داشت (از درون هواپیما می‌توان بازدید نمود).
- ۲۱۴مین کنکورد ساخته‌شده متعلق به شرکت هواپیمایی بریتیش ایرویز به شمارهٔ دم G-BOAG (از درون هواپیما می‌توان بازدید نمود).
- کاپرونی سی‌ای ۲۰، نخستین هواپیمای جنگی جهان مربوط به زمان جنگ جهانی اول. هواپیمای به‌نمایش درآمده در موزهٔ پرواز تنها هواپیمای ساخته‌شده از این مدل است.
- هواپیمای شناسایی بدون سرنشین لاکهید دی-۲۱ که بر روی هواپیمای لاکهید ام-۲۱ سوارشده‌است.
- نمونهٔ اولیه بوئینگ ۷۳۷
- نمونهٔ اولیه از دومین هواپیمای بدون سرنشین ساخت لاکهید مارتین/ بوئینگ مدل دارک‌استار تیر ۳.
- یک دستگاه از ۵ دستگاه اتومبیل پرنده یا آئروکار با ملخ و بال‌های جداشونده.
- یک فروند گاسامر آلباتروس ۲ که با نیروی بدنی انسان به‌پرواز درمی‌آید.
- نمونهٔ اولیهٔ لیرآویا لیر فن به شمارهٔ دم N۶۲۶BL
- یک فروند از تنها دو نمونهٔ باقی‌ماندهٔ داگلاس دی‌سی-۲ که استاندارد پرواز دارند.
- ننها بوئینگ ۸۰ای باقی‌مانده که توسط باب ریو در آلاسکا مورد استفاده قرار گرفته‌بود.
- یک فروند بوئینگ ۷۲۷ متعلق به شرکت هواپیمایی آمریکن ایرلاینز
- یک فروند لاکهید ال-۱۰۴۹جی سوپر کانستلیشن متعلق به شرکت هواپیمایی قدیمی ترانس-کانادا ایرلاینز.
- یک فروند لمسون ال-۱۰۶ آلکور، نخستین هواپیمای تحت فشار بی‌موتور جهان.

## کتابخانه موزه پرواز
کتابخانهٔ موزهٔ پرواز در سال ۱۹۸۵ بنیادگذاشته‌شد و استفاده از آن برای عموم آزاد است. این کتابخانه تا سال ۲۰۱۱ دارای ۶۶٬۰۰۰ جلد کتاب در زمینهٔ هوانوردی بوده و اشتراک ۱۰۰ نشریه را نیز داراست. از مجموعه‌های ویژهٔ این کتابخانه می‌توان به کلکسیونی از عکس‌های گرفته‌شده توسط جی اس ویلیامز و پیتر بوئرز، مجموعهٔ تاریخ هوانوردی دی‌دی هتفیلد، مجموعهٔ ناوبری و تاریخ هوانوردی ای بی جپسن، آرشیو لیر و کلکسیون شرکت هواپیماسازی رایت اشاره نمود.